# Numerele de înmatriculare auto în Ucraina

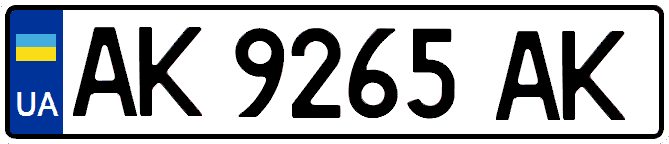
Numerele de înmatriculare auto în Ucraina

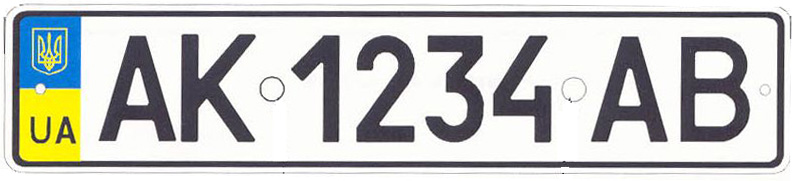
Numerele de înmatriculare înainte de 2015

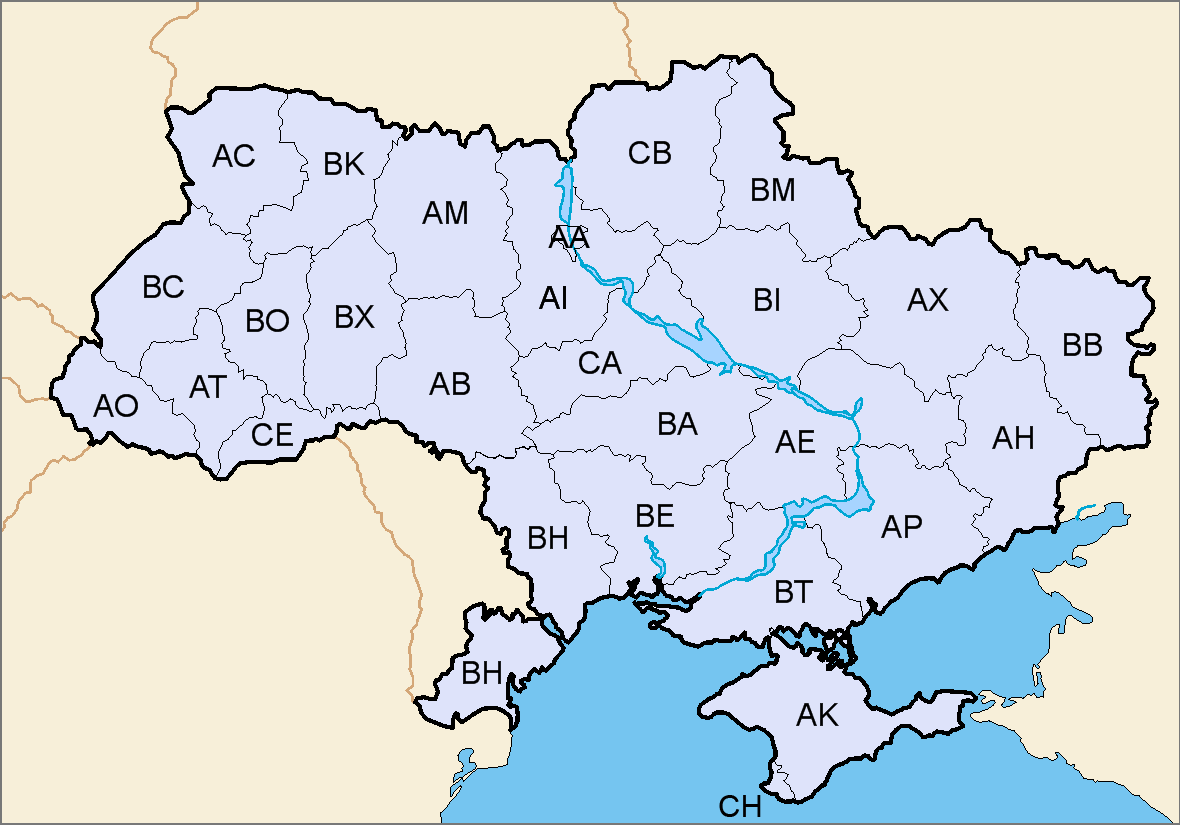
Codurile din Ucraina

Numerele de înmatriculare în Ucraina sunt compuse din codul regiunii, 4 cifre și două litere. Formatul actual este in uz din 2004. În 2015 a fost introdusă banda verticală albastră pe partea stângă a plăcii.
Codurile regionale:
| 2004 | 2013 | Regiune                    |
| ---- | ---- | -------------------------- |
| AA   | KA   | Kiev (oraș)                |
| AB   | KB   | Regiunea Vinița            |
| AC   | KC   | Regiunea Volînia           |
| AE   | KE   | Regiunea Dnipropetrovsk    |
| AH   | KH   | Regiunea Donețk            |
| AI   | KI   | Regiunea Kiev              |
| AK   | KK   | Republica Autonomă Crimeea |
| AM   | KM   | Regiunea Jîtomîr           |
| AO   | KO   | Regiunea Transcarpatia     |
| AP   | KP   | Regiunea Zaporijjea        |
| AT   | KT   | Regiunea Ivano-Frankivsk   |
| AX   | KX   | Regiunea Harkiv            |
| BA   | HA   | Regiunea Kirovohrad        |
| BB   | HB   | Regiunea Luhansk           |
| BC   | HC   | Regiunea Liov              |
| BE   | HE   | Regiunea Mîkolaiiv         |
| BH   | HH   | Regiunea Odesa             |
| BI   | HI   | Regiunea Poltava           |
| BK   | HK   | Regiunea Rivne             |
| BM   | HM   | Regiunea Sumî              |
| BO   | HO   | Regiunea Ternopil          |
| BT   | HT   | Regiunea Herson            |
| BX   | HX   | Regiunea Hmelnîțkîi        |
| CA   | IA   | Regiunea Cerkasî           |
| CB   | IB   | Regiunea Cernihiv          |
| CE   | IE   | Regiunea Cernăuți          |
| CH   | IH   | Sevastopol                 |
| II   |      | Toate regiunile            |